# Pouce Coupe
Pouce Coupe è un villaggio del Canada, situato in Columbia Britannica, nel distretto regionale di Peace River.